# Az öngyilkos
Az öngyilkos 1970-ben bemutatott magyar rajzfilm, amelyből három egyperces rövidfilmből áll. Az animációs játékfilm rendezője és írója Macskássy Gyula és Várnai György. A zenéjét Pethő Zsolt szerezte. A mozifilm a Pannónia Filmstúdió gyártásában készült.

## Cselekménye
Az öngyilkos
Miközben az egyik ember lebeszéli a másikat az öngyilkosságról, annyira elszomorodik a másik szerencsétlen sorsán, hogy ő lesz öngyilkos.
A jó ember
A vízbe ugró öngyilkos helyett az illető ruháit menti meg egy arra járó.
A segítség
A vízbe ugró öngyilkos haláláért épp a segíteni akaró kisembert teszik felelőssé.

## Alkotói
- Írta, tervezte és rendezte: Macskássy Gyula, Várnai György
- Zenéjét szerezte: Pethő Zsolt
- Operatőr: Neményi Mária
- Hangmérnök: Bársony Péter
- Vágó: Hap Magda
- Rajzolták: Máday Gréte, Spitzer Kati
- Gyártásvezető: Gyöpös Sándor

Készítette a Pannónia Filmstúdió.